# Contea di Thurston (Nebraska)
La contea di Thurston (in inglese Thurston County) è una contea dello Stato del Nebraska, negli Stati Uniti. La popolazione al censimento del 2000 era di 7 171 abitanti. Il capoluogo di contea è Pender.